# Patrick Motsepe
Patrick Motsepe (ur. 1 lipca 1981 w Malolwane) – botswański piłkarz grający na pozycji pomocnika.

## Kariera klubowa
Swoją karierę piłkarską Motsepe rozpoczął w klubie Mochudi Centre Chiefs SC. Zadebiutował w nim w 2003 roku w pierwszej lidze botswańskiej. W sezonie 2008/2009 grał w Uniao Flamengo Santos FC, z którym zdobył Puchar Botswany. W latach 2009–2015 występował w BDF XI, a w latach 2015-2018 w Orapa United FC, w którym zakończył karierę.

## Kariera reprezentacyjna
W reprezentacji Botswany Motsepe zadebiutował 5 lipca 2009 roku w zremisowanym 1:1 towarzyskim meczu z Iranem. W 2011 roku awansował z nią do Pucharu Narodów Afryki 2012. W styczniu 2012 został powołany do kadry na ten turniej. Od 2009 do 2012 rozegrał w kadrze narodowej 16 meczów.